# Veti Agori Pretextat
Veti Agori Pretextat (en llatí: Vettius Agorius Pratextatus) va ser un senador romà, de gran habilitat i costums morals rígides que va viure al segle iv. Formava part de la gens Vètia, una gens romana d'origen plebeu. Era descendent de Gai Veti Àtic.
Durant el regnat de l'emperador Julià l'Apòstata va ser prefecte d'Acaia, després, Valentinià I el nomenà Praefectus urbi (prefecte de la ciutat) i sota Teodosi I el Gran tenia el càrrec de Praefectus Praetorio (prefecte del Pretori). Exercia aquest darrer càrrec quan va morir; tanmateix era cònsol designat per l'any següent.
Macrobi el va incloure a la seva obra Saturnaliorum Conviviorum. Veti Agori participa en un banquet on es discuteix l'antiga religió romana. Agori defensa els antics déus i el culte als avantpassats.